# اسپتو (بازیکن فوتبال، زاده ۱۹۹۷)
اسپتو (انگلیسی: Espeto؛ زادهٔ ۱۲ نوامبر ۱۹۹۷) بازیکن فوتبال اهل برزیل است.